# ميشال بيتر آنشر
ميشال بيتر آنشر (بالدنماركية: Michael Ancher) هو أحد فناني الانطباعية الأكثر شعبية في الدنمارك، ولد في ال 9 يونيو سنة 1849 في «روتصكر» بجزيرة «بورنهولم». معظم لوحاته تعبر عن موضوعات ومشاهد الصيادين بقرية سكاجن ومينائها. وهو زوج الفانانة الدنماركية آنا كيرستين أنشر.

## قرية سكاجن
تركّزت أعمال بيتر آنشر على الصيد وقرية وميناء سكاجن، وهو ليس بمحض الصدفة طبعا، ففي عام 1871 تم قبوله كطالب في الأكاديمية الملكية الدنماركية للفنون الجميلة في كوبنهاغن. وهناك التقى «كارل مادسن»، أحد الأصدقاء الذي عرّفه على قرية «سكاجين». فقد سافرا إلى القرية في عام 1874 عن سن يناهز ال 25، وهناك تأثر وطور علاقة وجدانية مع عوالم القرية وميناء الصيد، فقد كانت آنذاك قرية صيد صغيرة تقع في أقصى شمال جوتلاند، حيث بحر البلطيق وبحر الشمال، وقد أصبح مقيما بها دائما، حيث شكل فيما بعد هو ومجموعة من الفنانين الذين كانوا يتجمعوا في قرية «سكاجن» كل صيف، فيما بات يعرف باسم «رساموا سكاجين».

## نماذج من أعماله

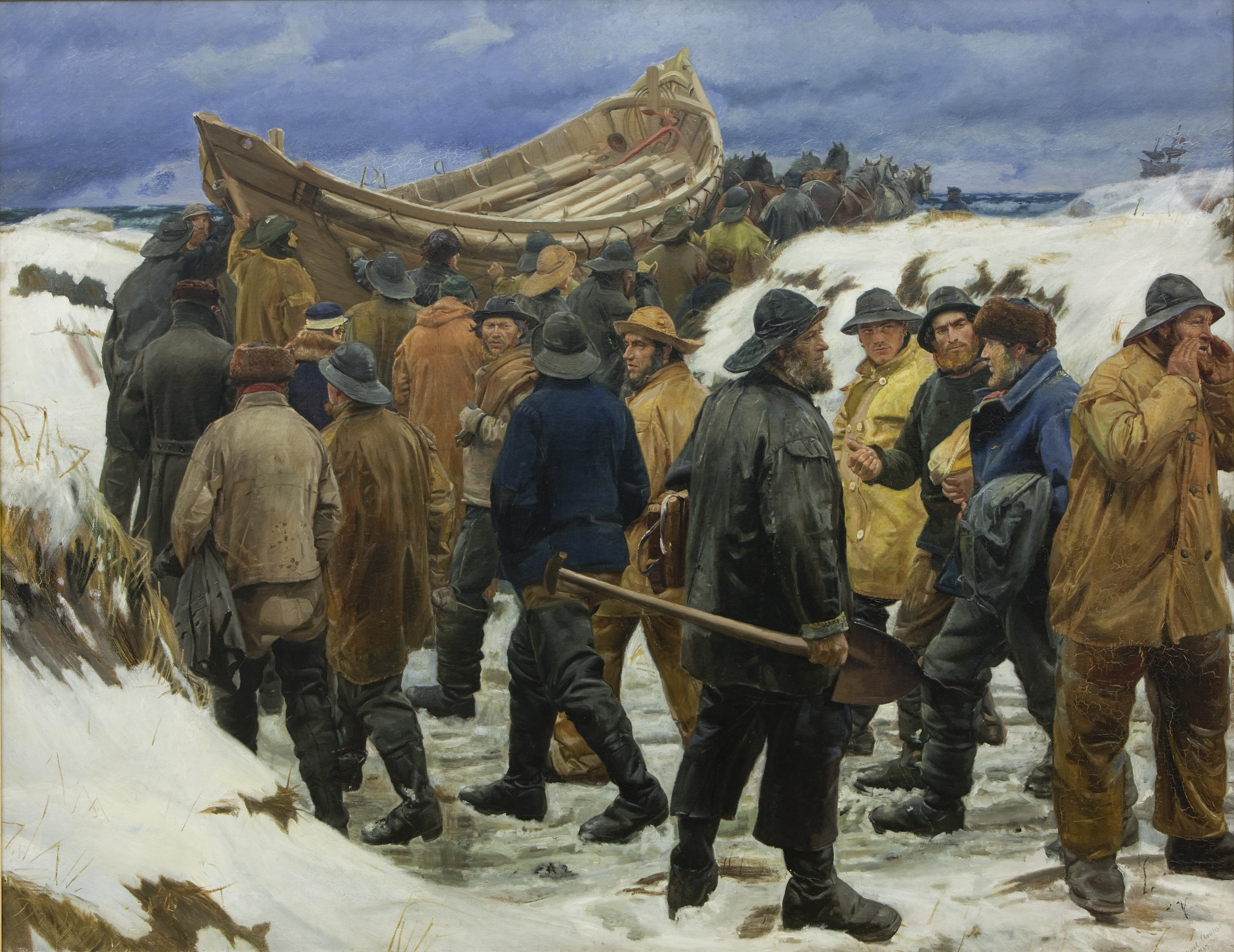
لوحة حاملو قارب النجاة.
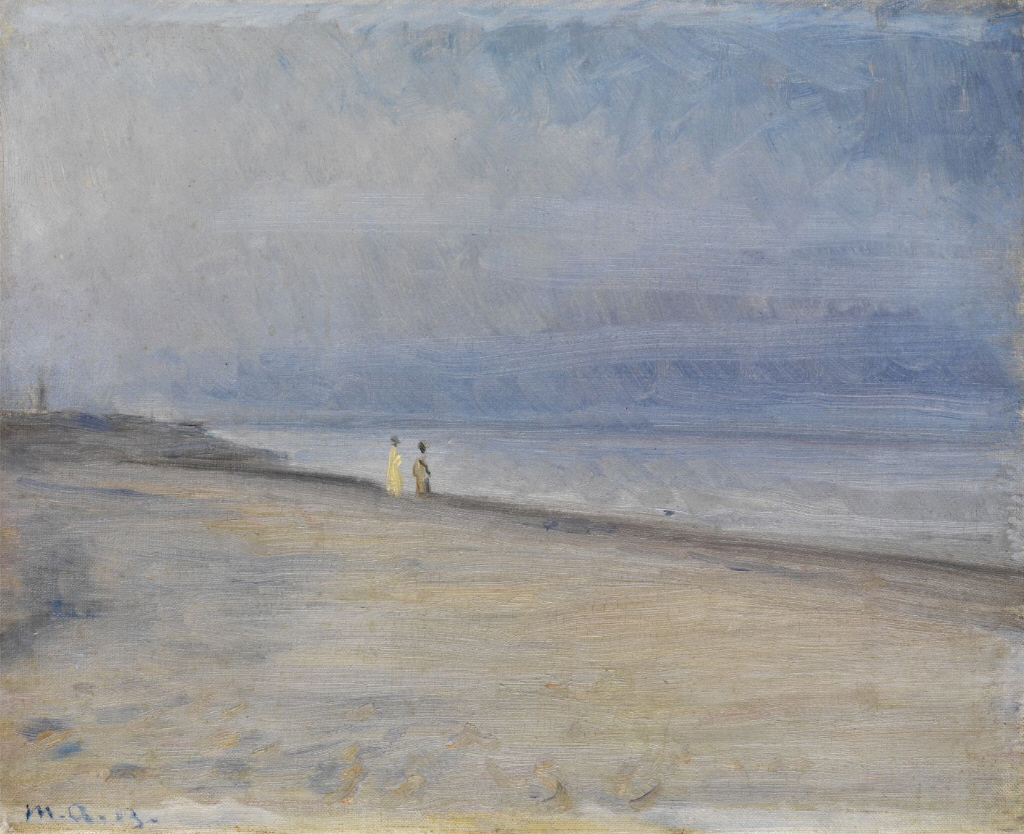
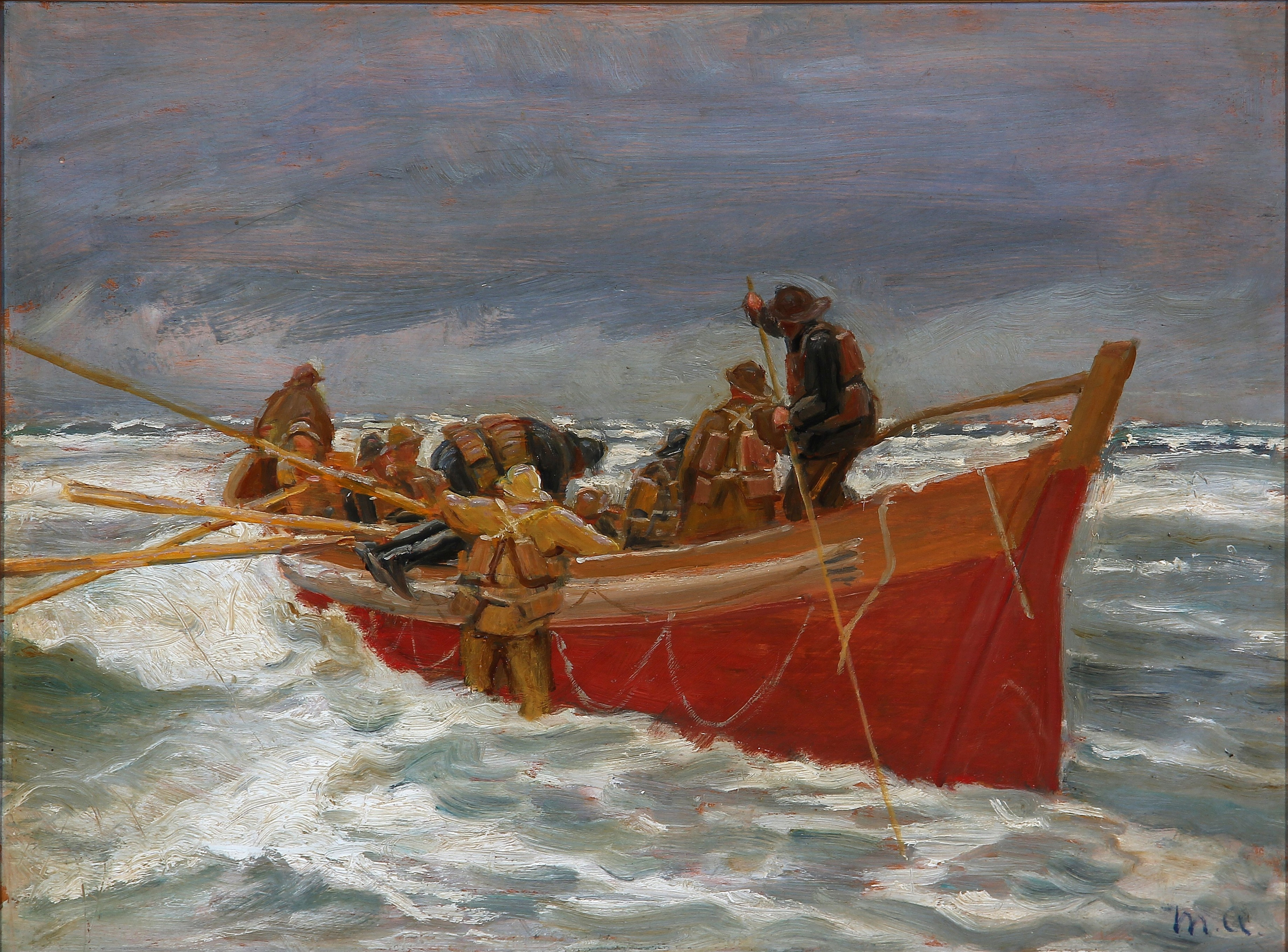
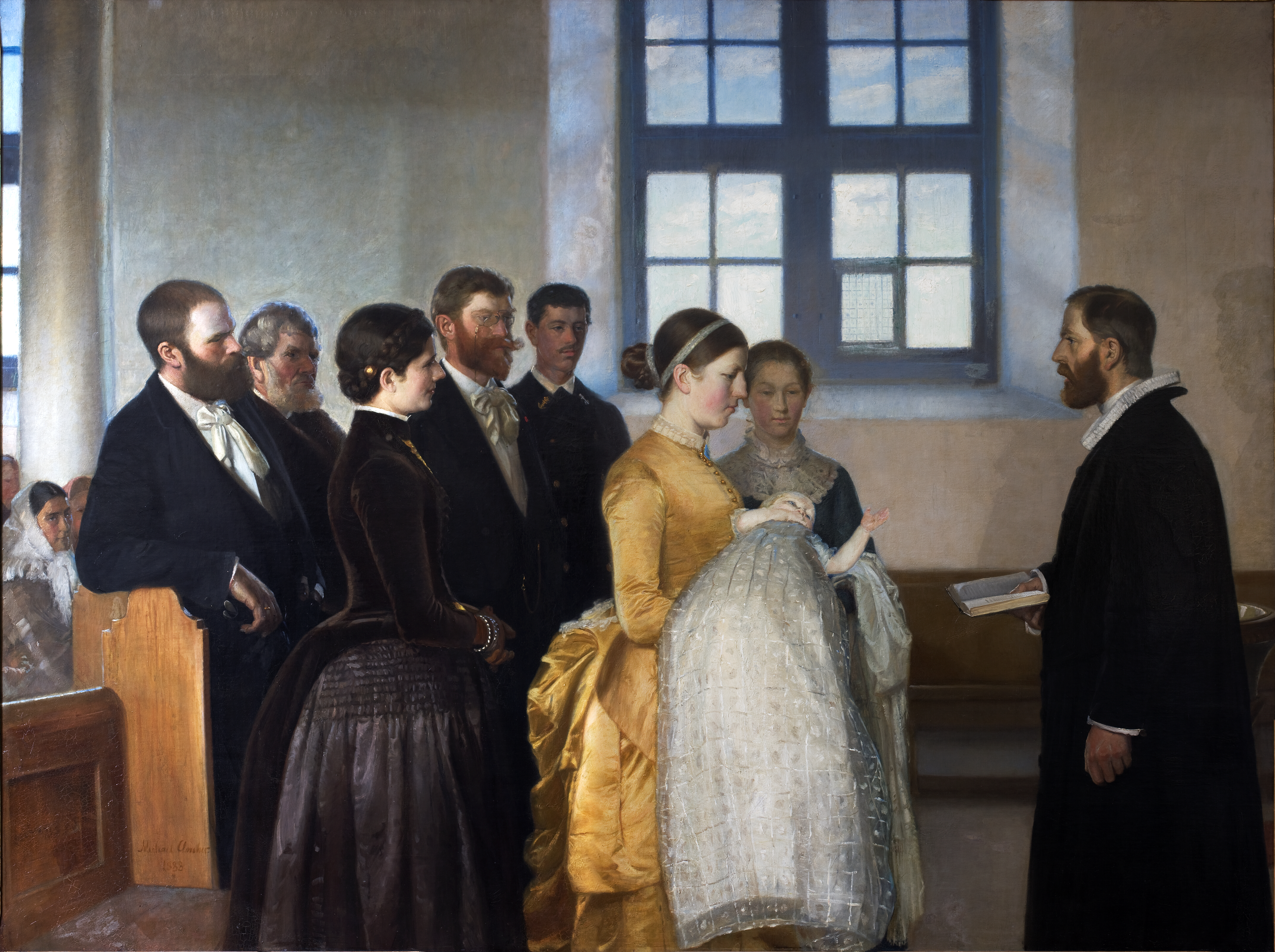
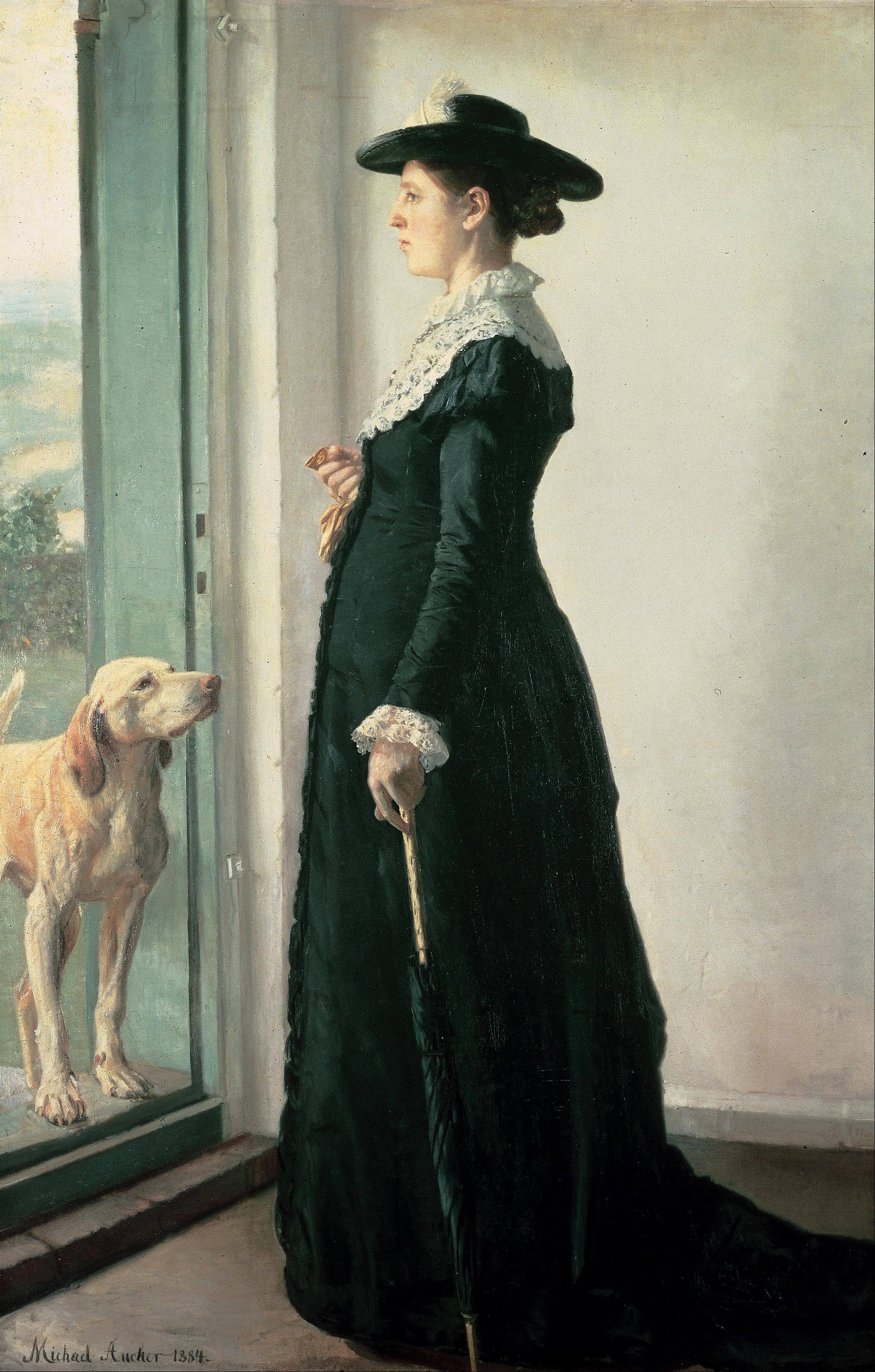